# Décès en juin 2000
Décès
- 1996
- 1997
- 1998
- 1999
- 2000
- 2001
- 2002
- 2003
- 2004

Pour une information complémentaire, voir la page d'aide.

| Date          | Nom                          | Activités                                                            | Âge | Source |
| ------------- | ---------------------------- | -------------------------------------------------------------------- | --- | ------ |
| date inconnue | Maurice Buffet               | peintre français                                                     | 90  |        |
| date inconnue | Nina Sibal                   | diplomate et romancière indienne                                     | 52  |        |
| 2 juin        | Sviatoslav Fiodorov          | ophtalmologue et chirurgien soviétique et russe                      | 72  |        |
| 2 juin        | Mikhail Schweitzer           | réalisateur et scénariste soviétique et russe                        | 80  |        |
| 2 juin        | Félix Week                   | footballeur belge                                                    | 71  | (en)   |
| 6 juin        | Frédéric Dard                | écrivain français                                                    | 78  |        |
| 8 juin        | Lucy Cranwell                | botaniste néo-zélandaise                                             | 92  | (en)   |
| 9 juin        | Shay Brennan                 | Footballeur international irlandais.                                 | 63  | (en)   |
| 10 juin       | Hafez el Assad               | président syrien                                                     | 69  |        |
| 10 juin       | Jack Hoobin                  | coureur cycliste australien                                          | 72  |        |
| 11 juin       | Geneviève Amyot              | écrivaine québécoise                                                 | 55  |        |
| 12 juin       | Dorothy Virginia Nightingale | Chimiste américaine.                                                 | 99  |        |
| 13 juin       | Gustavo Albella              | Footballeur argentin                                                 | 74  | (es)   |
| 14 juin       | Merrill Moore                | chanteur, compositeur et pianiste de rhythm and blues américain      | 76  |        |
| 18 juin       | Boris Vassiliev              | coureur cycliste russe                                               | 63  |        |
| 21 juin       | Jeannie Dumesnil             | peintre française                                                    | 74  |        |
| 21 juin       | Maurice Vaute                | compositeur de musique classique, chef de musique et pédagogue belge | 87  |        |
| 22 juin       | Michel Droit                 | romancier, journaliste et académicien français                       | 77  |        |
| 23 juin       | Philippe Chatrier            | joueur de tennis français                                            | 72  |        |
| 23 juin       | Bernard Damiano              | peintre et sculpteur italien                                         | 74  | (it)   |
| 23 juin       | Peter Dubovský               | footballeur international tchécoslovaque et slovaque.                | 28  |        |
| 24 juin       | Michel Parmentier            | peintre français.                                                    | 61  |        |
| 24 juin       | Walter Penney                | mathématicien et cryptanalyste américain                             | 87  | (en)   |
| 24 juin       | David Tomlinson              | acteur britannique                                                   | 83  |        |
| 25 juin       | Jean Tourlonias              | peintre français                                                     | 62  |        |
| 27 juin       | Pierre Pflimlin              | homme politique français                                             | 93  |        |
| 29 juin       | Vittorio Gassman             | acteur italien                                                       | 77  |        |
| 30 juin       | Robert L. Manahan            | acteur américain                                                     | 43  |        |